# Renato Bruson
Renato Bruson (Granze nabij Padua (Italië), 13 januari 1936) is een Italiaanse opera-bariton. Bruson wordt door velen gezien als een van de belangrijkste Verdi-baritons van eind twintigste en begin eenentwintigste eeuw.

## Biografie
Brusons hartstocht voor muziek rijpte toen hij een kind was, in het parochiekoor. Hij begon zijn muziekstudie aan het conservatorium van Padua waar hij een beurs kreeg die hem in staat stelde de lessen te volgen ondanks de economische problemen. Zijn lerares was Elena Ceriati. Hij ontving weinig steun van zijn familie, die hem als een nietsnut beschouwde. In zijn eigen woorden: "Ze dachten dat ik alleen maar muziek wilde studeren omdat ik geen zin had om te werken. In die tijd leefde de gedachte dat als iemand werkte, hij een toekomst had, terwijl zij die studeerden, in het bijzonder zij die muziek studeerden, werden beschouwd als mislukkelingen die nooit hun weg in het leven zouden vinden." Niettemin kon hij zijn studie voortzetten met hulp van het bestuur van het conservatorium en de steun van vrienden.
Bruson maakte zijn operadebuut in 1961 als de Conte di Luna in Il trovatore aan het Teatro Lirico Sperimentale in Spoleto. Het volgende jaar was hij Riccardo in I puritani aan het Teatro dell'Opera in Rome. Zijn eerste optreden aan de Metropolitan Opera was in 1969 als Enrico in Lucia di Lammermoor. In 1970 begon hij zijn samenwerking met de dirigent Riccardo Muti in Un ballo in maschera in Florence. Hij maakte zijn debuut aan het Teatro alla Scala in 1972 als Antonio in Gaetano Donizetti's Linda di Chamonix, aan het Edinburgh International Festival in 1972 als Ezio in Attila, aan het Royal Opera House Covent Garden in 1975 in de rol van Renato in Un ballo in maschera, toen hij met groot succes voor Piero Cappuccilli inviel. Hij debuteerde aan de Wiener Staatsoper in 1977 met Don Carlo di Vargas in La Forza del Destino. Hij was jarenlang verbonden aan dit prestigieuze theater, dat hem beloonde met de belangrijke titels van Kammersänger en Ehrenmitglied. In de jaren tachtig keerde hij terug naar de 18e eeuw met Wolfgang Amadeus Mozarts Don Giovanni en naar het Italiaanse verisme met Umberto Giordano's Andrea Chénier, waarmee hij reeds in 1966 in Nederland optrad en met Tosca van Puccini.
Hij wordt door sommige critici beschouwd als de beste Rigoletto sinds Tito Gobbi. Zij waarderen zijn elegante en expressieve frasering, fluwelen toon, muzikale intelligentie en acteerkwaliteiten. Hij blinkt uit in lange, lyrische lijnen. Hij wordt evenzeer gewaardeerd vanwege het feit dat hij niet neerkijkt op kleinere rollen en geen divo-houding aanneemt. Bruson beschreef ooit zichzelf in de volgende woorden: "Ik ben zelfkritisch genoeg om te begrijpen wat ik aankan. Sinds ik wist dat ik niet een donderende stem heb om grove effecten te bereiken, zocht ik de interpretatie aangezien ik denk dat het belangrijker is dat het publiek naar huis gaat met iets in hun hart dan met wat geluiden in hun oren." Bruson vertolkte vele rollen in minder bekende werken van Gaetano Donizetti maar is het meest beroemd geworden als vertolker van de werken van Giuseppe Verdi.Zijn grootste triomfen behaalde hij als Macbeth, Germont in La Traviata, Nabucco, Simon Boccanegra, Francesco Foscari in I Due Foscari en als Jago in Otello. Renato Bruson was ook gevierd als concert- en liederenzanger en trad als zodanig meer dan 65 maal op over de gehele wereld. Hij geldt als een belangrijk vertolker van de liederen van Francesco Paolo Tosti. De laatste jaren is hij zeer actief als pedagoog in masterclasses en als jurylid bij zangconcoursen. Renato Bruson is gehuwd met de tekenares en scenografe Tita Tegano, die ook diverse boeken over haar man publiceerde.

## Repertoire
- Vincenzo Bellini
  - I puritani (Riccardo)
- Gaetano Donizetti
  - Fausta
  - Il Duca d'Alba
  - Caterina Cornaro
  - Il furioso all'isola di San Domingo
  - La Favorita (Alfonso)
  - Lucia di Lammermoor (Enrico)
  - Poliuto (Severo)
  - Roberto Devereux (Nottingham)
- Umberto Giordano
  - Andrea Chénier (Gerald)
- Wolfgang Amadeus Mozart
  - Don Giovanni (Don Giovanni)
- Giacomo Puccini
  - Tosca (Scarpia)
  - Manon Lescaut (Lescaut)
- Camille Saint-Saëns
  - Samson et Dalila (Hogepriester van Dagon)
- Giuseppe Verdi
  - I vespri siciliani (Monforte)
  - I masnadieri (Francesco)
  - Giovanna d'Arco (Giacomo)
  - Luisa Miller (Miller)
  - La traviata (Giorgio Germont)
  - Aida (Amonasro)
  - Il corsaro (Selim)
  - Falstaff (Falstaff)
  - Macbeth (Macbeth)
  - Nabucco (Nabucco)
  - Rigoletto (Rigoletto)
  - Il trovatore (Conte di Luna)
  - Attila (Ezio)
  - La forza del destino (Don Carlo)
  - Simon Boccanegra (Simone)
  - Don Carlos (Rodrigo)
  - Otello (Iago)
  - Un ballo in maschera (Renato)
  - I due Foscari (Francesco)
  - Stiffelio (Stankar)
  - Ernani (Carlo V)

## Erkenning
- Carlo Maria Giulini: "Ik geloof dat Renato Bruson nu de Falstaff is. Hij heeft de humor, de intelligentie, de waardigheid en, natuurlijk, de stem. Basta."[4]
- Giuseppe Sinopoli: "Alleen de bariton Renato Bruson heeft een vergelijkbaar vermogen (verwijzend naar Mirella Freni) om expressie en woord te laten samenvallen, hij onderzoekt het met heel de semantische lading die het bevat. En dit is niet het resultaat van een intellectuele activiteit maar is een bevoorrecht instinct".[5]
- Muziekcriticus Christian Springer schreef van Bruson: "Bruson was de wezenlijke Verdi-bariton in de tweede helft van de afgelopen eeuw. Een Verdi-bariton niet zoals het verstaan (of liever, misverstaan) in de jaren 1950 en 1960, maar een Verdi-bariton als verstaan en gewenst door de componist zelf."[6][7]

## Onderscheidingen
Bruson talloze onderscheidingen ontvangen, zoals:
- Ereburgerschap van Fermo
- Doctor honoris causa van de Universiteit van Urbino
- Ereburgerschap van Parma
- Ereburgerschap van Ortona (geboorteplaats van Francesco Paolo Tosti, van wie hij vele werken uitvoerde)
- Ereburgerschap van Palmi (geboorteplaats van Francesco Cilea)
- Erelidmaatschap van de "Donizetti Society" van Londen
- Cavaliere di Gran Croce van de Italiaanse Republiek
- Loftuiting van de Orde van Malta
- Kammersänger toegekend door de Wiener Staatsoper
- Ehrenmitgliedschaft door de Wiener Staatsoper

Hij ontving in 1980 de Orphée d'or van de Franse Académie du disque Lyrique voor de opname van Luisa Miller op Deutsche Grammophon.

## Trivia
Bruson, je zingt erg goed maar je hebt geen persoonlijkheid! was het oordeel na een auditie aan het Teatro alla Scala in Milaan in 1963.
Bruson vertelde het volgende verhaal tijdens een vraaggesprek. Hij was in Monte Carlo in de jaren zestig met de dirigent Franco Mannino om in La traviata te zingen. "Gedurende de repetities sprak een employé van het theater hem [Mannino] aan met een zeer onplezierig ‘italiens de merde!’. Hij verloor zijn geduld, we eindigden beiden in een gevecht, en de politie kwam. Toen, na de opera-uitvoering, nodigde prins Rainier ons in de koninklijke loge om zich te verontschuldigen. Grace Kelly was er ook, erg knap, stralend. We dronken champagne aangeboden door de prins, en vergaten alles met een lach."